# Espoella
Espoella és una gran casa pairal ubicada dalt d'un pujolet en els límits del terme d'Argelaguer amb el de Sales de Llierca. Ignorem dades històriques que facin referència al mas Espoella.
De planta quadrada i teulat a quatre aigües amb un colomar central més elevat. Disposa de baixos i dues plantes. L'accés a la casa es realitza pel costat de llevant, lloc on s'hi poden veure les pallisses i una eixida a nivell del primer pis. Les obertures són distribuïdes geomètricament. A la façana de migdia veiem cinc balcons al primer pis i quatre finestres al segon. Va ésser bastida amb pedra poc treballada, llevat de la que es va emprar per fer els cantons. Els murs varen ser emblanquinats i estan en molt mal estat de conservació.